# Emil Kostadinov
Emil Ljubčov Kostadinov (in bulgaro Емил Любчов Костадинов?; Sofia, 12 agosto 1967) è un dirigente sportivo ed ex calciatore bulgaro, di ruolo attaccante, membro del consiglio d'amministrazione della nazionale bulgara.

## Carriera

### Club
Emil Kostadinov iniziò la sua carriera nel CSKA Sofia. Con il CSKA, vinse tre campionati di calcio bulgaro (1987, 1989 e 1990), tre Coppe di Bulgaria (1987, 1988 e 1989) e raggiunse la semifinale della Coppa delle Coppe.
Dal 1990 al 1994 giocò per il Porto dove vinse per due volte prima divisione portoghese e dove divenne uno dei giocatori più celebri per gli appassionati di calcio portoghesi. In seguito si trasferì al Deportivo La Coruña dove trascorse una stagione. Nel 1995 passò al Bayern Monaco con il quale conquistò la Coppa UEFA nel 1996.
Negli ultimi anni della sua carriera accumulò varie esperienze prima in Turchia nel Fenerbahçe poi in Messico nel Tigres UANL e concluse la sua carriera in Germania nel Mainz.

### Nazionale
Nel 1988 ha debuttato in Nazionale maggiore.
Il 17 novembre 1993 a Parigi ha deciso la sfida tra Francia e Bulgaria, partita che metteva in palio la qualificazione al Mondiale di USA 1994. Dopo il vantaggio di Éric Cantona, Kostadinov ha siglato la rete della parità al 37' minuto. Il pareggio avrebbe qualificato i francesi, ma al 90' ha realizzato lui stesso il gol vittoria. Ha fatto quindi parte della squadra che conquistò le semifinali del Mondiale 1994. Successivamente è stato convocato anche per l'Europeo inglese del 1996 e per il Mondiale francese del 1998, in cui ha segnato una rete contro la Spagna.

## Palmarès

### Club

#### Competizioni nazionali
- Campionato bulgaro: 3

CSKA Sofia: 1986-1987, 1988-1989, 1989-1990
- Coppa di Bulgaria: 3

CSKA Sofia: 1986-1987, 1987-1988, 1988-1989
- Supercoppa di Bulgaria: 1

CSKA Sofia: 1989
- Supercoppa di Portogallo: 3

Porto: 1990, 1991, 1993
- Coppa del Portogallo: 2

Porto: 1990-1991, 1993-1994
- Campionato portoghese: 2

Porto: 1991-1992, 1992-1993

#### Competizioni internazionali
- Coppa UEFA: 1

Bayern Monaco: 1995-1996

### Individuale
- Calciatore bulgaro dell'anno: 1

1993